# Rolleboise
Rolleboise település Franciaországban, Yvelines megyében. Lakosainak száma 351 fő (2022. január 1.). Rolleboise Bonnières-sur-Seine, Freneuse, Guernes, Méricourt és Rosny-sur-Seine községekkel határos. A város temetőjében nyugszik Maximilien Luce. 

## Népesség
A település népessége az elmúlt években az alábbi módon változott:
| Lakosok száma | 398  | 402  | 400  | 391  | 386  | 375  | 367  | 356  | 351  |
|               | 2013 | 2015 | 2016 | 2017 | 2018 | 2019 | 2020 | 2021 | 2022 |